# ニック・デイヴィス (音楽プロデューサー)
ニック・デイヴィス（Nick Davis）は、イングランドのレコーディング・エンジニアにして音楽プロデューサーであり、ジェネシスでの仕事で最もよく知られている。また、ジェネシスのメンバーのためにソロ・アルバムをプロデュースしたり、その他のバンドのためにプロデュースを行ってきた。

## ディスコグラフィ

### 音楽プロデューサー、エンジニア
デイヴィスは、次のアルバムのレコーディング・エンジニアまたは音楽プロデューサーを務めている :
- マリリオン : 『美しき季節の終焉』『Marillion.com』 (ミキサー)
- ジェネシス : 『ウィ・キャント・ダンス』『コーリング・オール・ステーションズ』『アーカイヴ 1967-1975』『アーカイヴ#2 1976-1992』
- トニー・バンクス : 『スティル』『ストリクトリー・インク』『セヴン - 管弦楽のための組曲』『管弦楽のための6つの小品』『ファイブ』
- XTC : 『ワスプ・スター』
- マイク・アンド・ザ・メカニックス : 『ワード・オブ・マウス』『黄金の浜辺にて』『マイク & ザ・メカニクス・ヒッツ!』『マイク & ザ・メカニックス』『リワイアード』
- Sound of Contact : Dimensionaut[2]

### サラウンド・サウンド・ミキサー
次のアルバムおよびDVDで、デイヴィスはステレオ・オーディオをリミックスし、5.1チャンネル・サラウンド・サウンド・オーディオをミキシングした :
- ジェネシス : DVD『8H! 超スーパー・ベスト・ライヴ』、DVD『ライヴ・アット・ウェンブリー'87 - インヴィジブル・タッチ・ツアー』、DVD『ザ・ヴィデオ・ショー』、アルバム『プラチナム・コレクション』、アルバム『Genesis 1976-1982』

ジェネシスの全スタジオ・アルバムのSACD/DVDボックスセット（新しい5.1チャンネル・サラウンド・サウンドとステレオ・ミックス）は、デイヴィスによって作成された :
- ジェネシス : 『Genesis 1970–1975』『Genesis 1976–1982』『Genesis 1983–1998』

デイヴィスは、マリリオンのアルバム『Live from Loreley』のレコーディングとミックスを担当した。